# Vålåsjø Station
Vålåsjø Station (Vålåsjø stoppested) er en tidligere jernbanestation på Dovrebanen, der ligger ved Vålåsjøens østlige ende i Dovre kommune i Norge.
Stationen åbnede som holdeplads 20. september 1921 sammen med den sidste del af banen mellem Dombås og Støren. Den blev nedgraderet til trinbræt 1. oktober 1958. Betjeningen med persontog ophørte 27. maj 1990, og 15. november 1992 blev stationen nedlagt.
I 2013 etableredes et 710 meter krydsningsspor ved den tidligere station, så to godstog kan mødes der.